# Ingeniero Otto Krause
Ingeniero Otto Krause es una localidad argentina ubicada en el municipio de Chichinales, Departamento General Roca, provincia de Río Negro. Se encuentra al norte del oasis irrigado del Alto Valle del Río Negro, 5 km al oeste de Chichinales y 7 km al este de Villa Regina, sobre la Ruta Nacional 22.
La localidad data de mediados del siglo XX, aunque recién en los años 1990 la Municipalidad obtuvo la cesión de tierras, hizo el parcelamiento y algunas obras básicas como agua potable y electricidad, además de otorgar un certificado precario de tenencia a sus habitantes.
En las inmediaciones de Otto Krause se encuentra el campamento de la obra del ramal ferroviario encarado por la compañía Vale para transportar potasio desde el Sur de Mendoza hasta Bahía Blanca, aprovechando el punto de unión al ramal existente. Para la construcción se eligieron 50 personas de Otto Krause pero los vecinos reclamaron considerándolo una cantidad insuficiente. En 2007 se inauguró el centro de salud. Y en 2018 se inauguró el Destacamento Policial.

## Población
Contó con 295 habitantes (Indec, 2010), lo que representó un incremento del 89% frente a los 156 habitantes (Indec, 2001) del censo anterior.
El censo 2022 registró una población de 537 habitantes que se repartieron entre 258 hombres y 279 mujeres. Sin embargo, las cifras obtenidas fueron estimativas solo teniendo en cuenta a la población en viviendas particulares; es decir, excluyendo del dato a la población institucional y las personas sin hogar. Gracias a este censo también fue posible conocer su densidad y tamaño urbano.
| Gráfica de evolución demográfica de Ingeniero Otto Krause entre 1991 y 2022 |
|                                                                             |
| Fuente: Censos nacionales del INDEC                                         |